# Euploea andamanensis
Euploea andamanensis là một loài nymphalid trong phân họ Danainae. Nó được tìm thấy ở Ấn Độ và Myanma.